# Tự lực
Tự lực (zh. 自力, ja. jiriki) có nghĩa là tự sức mình đạt giác ngộ, chẳng hạn bằng phương pháp toạ thiền (ja. zazen). Đối nghĩa với tự lực là tha lực (zh. 他力, ja. tariki), nghĩa là lực từ bên ngoài. Tha lực hay được dùng để chỉ quan niệm dựa vào một vị Phật, thí dụ Phật A-di-đà để sinh vào Tây phương Tịnh độ. Ngược lại, Thiền tông thường được xem là phương pháp dựa vào tự lực để giải thoát.
Tuy nhiên – như Thiền tông vẫn nhấn mạnh –, mỗi người đều mang sẵn Phật tính trong chính mình. Vì vậy nên sự phân biệt giữa tự lực và tha lực chỉ nói đến cách tu và thật ra cũng không cần thiết. Hành giả theo phép tu tha lực cũng phải tự lực, tinh tiến để mở được cánh cửa của tâm thức, đến với tha lực nọ. Ngược lại, tự lực chẳng qua là biểu hiện cụ thể của tha lực đó.